# 瀬間貴浩
瀬間貴浩（せま たかひろ）は、群馬県富岡市出身のボブスレー競技オリンピック強化指定選手。
2003年、2004年、2005年、2006年ボブスレー世界選手権及びワールドカップの日本代表選手として活躍。
NPO法人スポーツエキスパートインターナショナル理事長。パーソナルトレーナーも勤め、プロ・アマ問わず多くのアスリートのサポートをしている。
東海大学の先輩である伊東浩司(当時100mアジア記録保持者)の勧めでボブスレー競技をはじめる。

## 人物
中学校時代は柔道部に所属し段位を取得。
群馬県立吉井高等学校時代は陸上競技部に所属し、静岡インターハイで円盤投げ四位入賞。当時の群馬県記録を更新。
東海大学へ進学し教員免許取得。
円盤投げでは広島国体、大阪国体と群馬県代表選手として連続し出場。実業団対抗や関東選手権にて数多の優勝・入賞をする。

愛称は「せまっちょ」。

## 略歴
- 1997年 - 東海大学フィットネスセンター管理チーフ
- 2000年 - 有限会社ワイズフィット専属トレーナー
- 2001年 - ソルトレークシティオリンピック代表選考会で落選
- 2002年 - 全日本ボブスレー選手権大会で男子2人乗り第3位。ヨーロッパカップ日本代表
- 2003年 - 全日本ボブスレー選手権大会で男子2人乗り優勝、4人乗り準優勝

スポーツエキスパートインターナショナル設立
ボブスレー世界選手権男子2人乗り及び4人乗り日本代表・ワールドカップ男子2人乗り及び4人乗り日本代表
- 2004年 - 全日本ボブスレー選手権大会で男子4人乗り優勝
- 2006年 - トリノオリンピック代表入りするもJOCが定める出場枠を与えられず男子4人乗りチーム落選

全日本ボブスレー選手権大会で男子4人乗り優勝、二連覇。
教員として横浜市に採用される
- 2008年 - 競技への熱が再燃、バンクーバーオリンピックへ向け、ナショナルチームへ復帰

アメリカズカップ男子4人乗りの代表メンバーとして大会出場、第5位入賞
- 2009年 - バンクーバーオリンピック代表選考会直前に故障、選考会出場も敗れる
- 2010年 - 現役続行を表明、競技者としての生活環境改善のためにスポンサーを募集[要出典]

8月に膝の手術を受ける
- 2011年 - 日本代表チームとしてアメリカズカップ出場
- 2012年 - 日本代表チームとしてアメリカズカップ出場、男子4人乗り三位入賞

全日本ボブスレー選手権大会男子4人乗り優勝
- 2013年 - ソチオリンピック代表選考会前に膝の故障、選考会までに回復せず、出場するも敗れ、代表入りを逸する

12月、二度目の膝の手術
- 2014年 - 現役復帰を目指し、膝のリハビリトレーニングと、椎間板ヘルニアによる神経圧迫と筋萎縮の改善に取組中
- 2014年 - 全日本ボブスレー選手権大会男子4人乗り第3位
- 2015年 - 全日本ボブスレー選手権大会男子4人乗り第3位、2人乗り第4位
- 2016年 - 全日本ボブスレー選手権大会男子4人乗り第3位
- 2017年 - 全日本ボブスレー選手権大会男子2人乗り優勝、男子4人乗り優勝（長野スパイラル最終大会）